# Fisilni materijali
Fisilni materijali su oni materijali u kojim se sporim neutronima može izazvati nuklearna fisija, a za pokretanje nuklearne fisije dovoljna je samo energija vezanja apsorbiranog neutrona, bez dodavanja kinetičke energije neutrona. Jedini prirodni fisilni izotop je uranij-235, a najznačajniji umjetni fisilni materijali su plutonij-239 i uranij-233. Svaka fisilna jezgra je ujedno i fisibilna, ali obrat ne vrijedi.
Fisibilni materijali su oni materijali kod kojeg možemo izazvati nuklearnu fisiju. Fisibilan materijal je na primjer uranij-238, izotop uranija kojeg ima najviše u prirodi. Bombardiranjem atomske jezgre sporim neutronima uranija-238 nastaje plutonij-239, koji je fisilan.

## Fisilni materijali kao nuklearno gorivo
Fisilni materijali kao nuklearno gorivo su:
- uranij-235 kojeg u mineralnim sirovinama ima u tragovima ili se umjetno dodaje obogaćenom uraniju (2% do 5%)
- plutonij-239 koji nastaje oplođivanjem uranija-238 nakon uhvata neutrona
- plutonij-241 koji nastaje iz plutonija-240 nakon uhvata neutrona, a plutonija-240 nastaje iz plutonija-239 istim postupkom
- uranij-233 koji nastaje iz torija-232 nakon uhvata neutrona

### Nuklearno gorivo
Pod rezervama fisilnih nuklearnih goriva podrazumijevamo rezerve uranija i torija u Zemljinoj kori do granice njihova ekonomski prihvatljivog korištenja. Treba uzeti u obzir da je energetski potencijal nuklearnog goriva najvećim dijelom namijenjen za proizvodnju toplinske, odnosno električne energije. Energetski potencijal fosilnih goriva ima mnogo širu namjenu, jer se osim u energetici troši u industriji, transportu i širokoj potrošnji. Nadalje, ta goriva služe i kao vrijedna sirovina u kemijskoj industriji.
Današnji termalni reaktori (takve nuklearne reaktore imaju gotovo sve današnje nuklearne elektrane) iskorišćuju energetski potencijal uranija s tek oko 1%. Iako je udio cijene nuklearnog goriva u cijeni električne energije kod nuklearnih elektrana s tim tipovima reaktora mnogo manji nego kod fosilnih goriva (cijena koncentrata uranija sudjeluje u cijeni električne energije s oko 5%) količine raspoloživog nuklearnog goriva za termalne reaktore su ipak ograničene ekonomskim razlozima. Nuklearni reaktori koji neusporedivo djelotvornije iskorišćuju fisijski materijal brzi su brzi oplodni reaktori. Ti su reaktori danas potpuno tehnički razvijeni i nalaze se u pogonu u nekoliko zemalja svijeta (Francuska, Velika Britanija, Rusija, Japan, Njemačka). Brzi oplodni reaktori u kombinaciji s termalnim reaktorima mogu izvanredno povećati energetski potencijal fisibilnog materijala, ne samo zbog mnogo djelotvornijeg iskorištenja energetskog potencijala uranija i torija u brzim reaktorima (energetski potencijal nuklearnog goriva u brzim se reaktorima može iskoristili oko 70 pula više nego u termalnim reaktorima) nego i zbog veoma malenog učešća cijene uranija u proizvedenoj cijeni energije u nuklearnim elektranama s takvim reaktorima. 
Bitno je navesti i činjenicu da su za nuklearnu energetiku budućnosti povrh zaliha uranija važne i zalihe torija. Zalihe torija se procjenjuju tri puta većim od zaliha uranija. Torij se danas malo koristi u nuklearnoj energetici. Perspektivno je korištenje torija kao oplodnog materijala u nuklearnim reaktorima. Danas se za to smatraju posebno prikladni visoko temperaturni reaktori namijenjeni za proizvodnju električne energije i vodika. Oplodnjom se izotop torija-232 pretvara u fisilni izotop uranija-233.